# Simon Gosling
Simon "Goose" Gosling (9 de abril, 1969) é um designer britânico e construtor de efeitos especiais.
Seus trabalhos mais conhecidos são exibidos em comerciais, no estilo stop-frame para Brisk, Apple Jacks e Chips Ahoy nos EUA, e para Windy Miller e Quaker Oats na Inglaterra.
Em 22 de abril de 2007, recebeu o prêmio de melhor efeito especial, concedido pelo BAFTA.
Ele também participou como músico de composição de trilhas para jogos do console Playstation.

## Filmografia
- The Phantom Menace (1997)
- Les Visiteurs 2 (1998)
- Band Of Brothers (2000)
- Dinotopia (2002)
- The Brothers Grimm (2003)
- The Hitch Hikers Guide To The Galaxy (2004)
- Stormbreaker (2005)
- Terry Pratchett's Hogfather (2006)
- I Want Candy (2006)
- Babylon A.D. (2007)
- The Colour of Magic (2007)